# Reine du journal intime
Reine du journal intime (Diary Queen) est un épisode de la série télévisée d'animation Les Simpson. Il s'agit du douzième épisode de la trente-deuxième saison et du 696e de la série.

## Synopsis
Lors d'un vide-greniers chez Ned, Bart découvre l'ancien journal intime de Mme Krapabelle, dans lequel elle a confessé de nombreuses choses. Après avoir fait quelques farces, il semble découvrir qu'Edna lui vouait une grande affection et décide de changer de comportement pour devenir un élève brillant. Cependant, en cherchant la cause de ce changement de comportement, Lisa va découvrir que cette perception est basée sur un quiproquo, et se demande comment l'annoncer à Bart, sans le troubler et sans gâcher sa motivation...

## Réception
Lors de sa première diffusion, l'épisode a attiré 1,43 million de téléspectateurs.